# Бакалка
Бака́лка (рос. Бакалка) — селище у складі Оренбурзького району Оренбурзької області, Росія.

## Населення
Населення — 380 осіб (2010; 335 у 2002).
Національний склад (станом на 2002 рік):
- казахи — 92 %